# Есаков, Василий Алексеевич
Василий Алексеевич Есаков (22 февраля 1924, с. Берёзово, Ряжский уезд, Рязанская губерния, РСФСР  — 4 декабря 2016) — советский и российский ученый-географ, доктор географических наук, профессор, Заслуженный деятель науки РСФСР, почётный член Русского географического общества. Участник Великой Отечественной войны.

## Биография
В его детские годы семья переехала из Рязанской области в Москву, где он поступил в 96-ю среднюю школу Краснопресненского района, которую окончил в 1941 году, накануне Великой Отечественной войны.
Летом 1941 года стал курсантом Московского военно-инженерного училища, располагавшегося в Болшеве, а затем был зачислен в группу подрывников и отправлен на передовую в окрестности Калуги и Малоярославца.
В декабре 1941 году ему было присвоено звание лейтенанта. Сначала он был переведён в Приволжский военный округ, а оттуда в Самарканд для учёбы на курсах усовершенствования командного состава. Дальнейшая его служба проходила в Поволжье и под Ленинградом, где в должности командира взвода разведки он принимал участие в прорыве блокады Ленинграда.
Весной 1943 года он был тяжело ранен и после демобилизации вернулся в Москву, где поступил на географический факультет МГУ. По окончании МГУ (кафедра страноведения) в 1948 году поступил в аспирантуру университетской кафедры истории географии, а по её завершении был зачислен в штат Института истории естествознания АН СССР (ИИЕТ).
Работая в ИИЕТ, стоял у истоков создания историко-научных структур по истории наук о Земле сначала в родственном секторе по истории биологии, а с 1953 года — в секторе истории геолого-географических наук, горной и металлургической науки, которую возглавлял известный историк науки и техники С. В. Шухардин. Продолжил свою исследовательскую деятельность в ИИЕТ в секторе истории геолого-географических наук под руководством профессора И. А. Федосеева, а затем в рамках отдела истории наук о Земле, которым последовательно руководили доктор географических наук, профессор, заслуженный деятель науки РФ А. В. Постников, с 2005 года — доктор географических наук, профессор В. А. Широкова.
Активно сотрудничал с учёными и преподавателями географического факультета МГУ и Института географии АН СССР

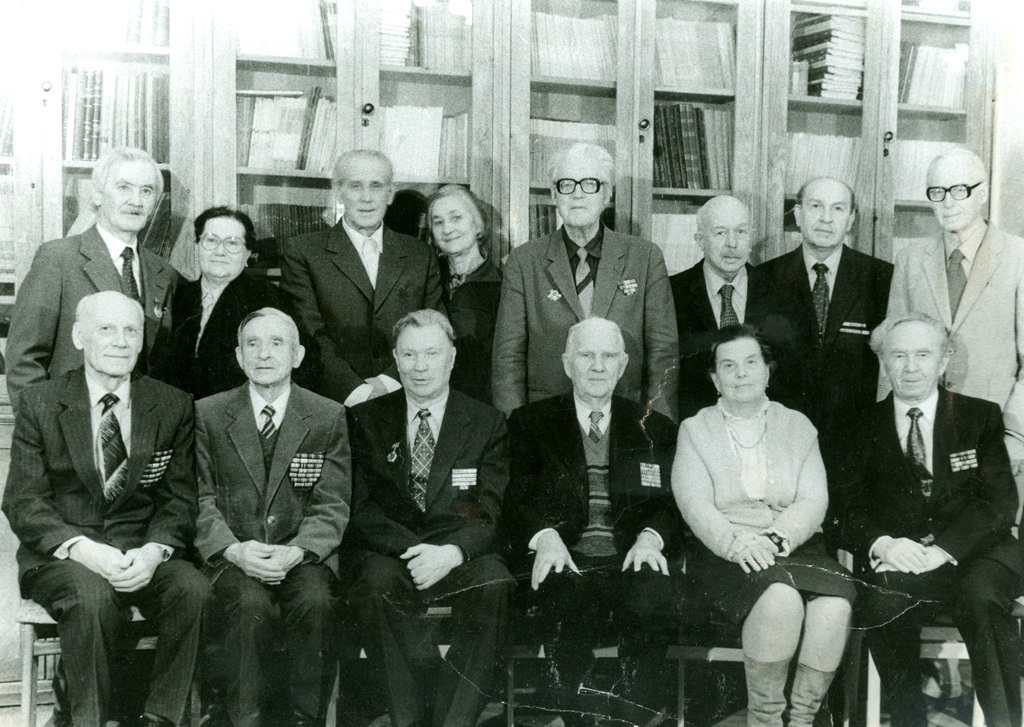
В. А. Есаков с коллегами (сидит 3 слева), 1995

## Научная деятельность
Автор, соавтор, редактор 200 научных работ, в том числе 16 монографий по истории мировой и в особенности отечественной географии. Среди них книги: «Д. Н. Анучин и создание русской университетской географической школы» (1955) и «Александр Гумбольдт в России» (1960). Разработки по проблеме истории географии в России в XIX — начале XX вв., легли в основу его докторской диссертации (1974) и монографии под редакцией академика И. П. Герасимова «География в России в XIX — начале XX вв.» (1978). Выходят в свет его книги и под его редакцией: серия исследований из шести книг по истории русских географических открытий, развитие наук о Земле в СССР за 50 лет «Теоретические проблемы физической географии в России в XIX — начале XX вв.» (1988) и «Очерки истории географии в СССР» (1978) на русском и английском языках.

## Награды и звания
- Заслуженный деятель науки РСФСР (1985).
- Медаль Александра Гумбольдта Академии наук ГДР (1969).
- За боевые заслуги награждён медалью «За оборону Москвы», орденами Отечественной войны I и II степеней.
- В 1988 году награждён Русским географическим обществом золотой медалью имени Петра Петровича Семёнова-Тян-Шанского[3].

## Основные научные работы
- Есаков В. А. Д. Н. Анучин и создание русской университетской географической школы. — М.: Изд-во АН СССР, 1955. — 182 с.
- Есаков В. А., Плахотник А. Ф., Алексеев А. И. Русские океанические и морские исследования в XIX - начале XX в.. — М.: Наука, 1964. — 160 с.
- Есаков В. А., Соловьёв А. И. Русские географические исследования Европейской России и Урала в XIX - начале XX в. / Отв. ред. И. А. Федосеев; Институт истории естествознания и техники АН СССР. — М.: Наука, 1964. — 180 с. — 1300 экз. (обл.)
- Лебедев Д. М., Есаков В. А. География в России в XIX - начале XX века (открытия и исследования земной поверхности и развитие физической географии). — М.: Мысль, 1971. — 520 с. — 15 000 экз. (в пер.)
- Есаков В. А. География в России в XIX - начале XX века (открытия и исследования земной поверхности и развитие физической географии) / Отв. ред. акад. И. П. Герасимов; Институт истории естествознания и техники АН СССР. — М.: Наука, 1978. — 308 с. — 1350 экз. (в пер.)
- Есаков В. А. География в Московском университете: Очерки организации преподавания и развития географической мысли (до 1917 г.). — М., 1983.
- Есаков В. А. Теоретические проблемы физической географии в России. XIX - начало XX в. / Отв. ред. И. М. Забелин; Институт истории естествознания и техники АН СССР. — М.: Наука, 1987. — 208 с.
- Есаков В. А. Очерки истории географии в России. XVIII - начало XX века / Отв. ред. д-р геогр. наук Э. М. Мурзаев(†). — М.: Едиториал УРСС, 1999. — 240 с. — 1000 экз. — ISBN 5-8360-0016-6. (в пер.)
- Есаков В. А. Михаил Иванович Венюков. — М.: Наука, 2002. — 240, [2] с. — (Научно-биографическая литература). — 310 экз. — ISBN 5-02-022722-6. (в пер.)
- Есаков В. А. География в Московском университете (с основания до организации географического факультета: 1755—1938) / Отв. ред. чл.-корр. РАН, д-р геогр. наук, проф. Н. С. Касимов; Рецензенты: чл.-корр. РАН, д-р геогр. наук, проф. К. Н. Дьяконов, д-р геогр. наук Л. С. Абрамов; Институт истории естествознания и техники им. С. И. Вавилова РАН. Географический факультет МГУ им. М. В. Ломоносова. — М.: Изд-во Моск. ун-та, 2004. — 184 с. — 500 экз. — ISBN 5-211-05014-2. (обл.)